# Filosofia do direito

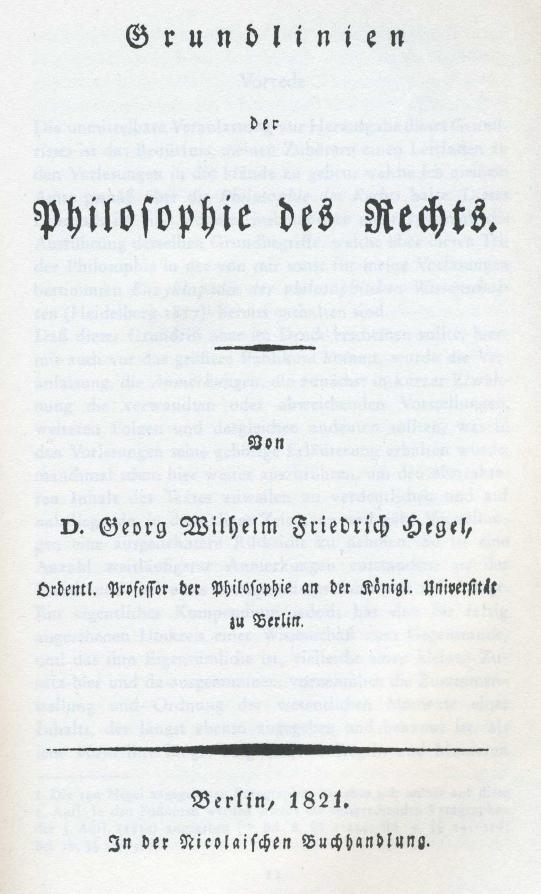
Princípios da Filosofia do Direito (1821), de Hegel

Filosofia do direito é o campo de investigação filosófica que tem por objeto o direito. Com o intuito de obter decisões mais justas, a Filosofia do Direito, por meio de reflexões e questionamentos, busca a verdade real e processual visando aplicá-las  no mundo jurídico. Ela pode ser definida como o conjunto de respostas à pergunta “o que é o direito?”, ou ainda como o entendimento da natureza e do contexto do empreendimento jurídico. Não só diz respeito a perguntas sobre a natureza do fenômeno jurídico, mas ainda sobre quais elementos estão em jogo quando ele é discutido. Tem sido abordada tanto de um prisma filosófico, por filósofos de formação, quanto de um prisma jurídico, por juristas de formação.
Essa ciência possui o objetivo de conhecer e contemplar a verdade, bem como se preocupa em chegar às causas das coisas por meio da razão. Nas palavras de Paulo Nader, a Filosofia é "o método de reflexão pelo qual o homem se empenha em interpretar a universalidade das coisas". Um uso mais estrito do termo "Filosofia do Direito" poderia delimitar seu conteúdo de maneira bem menos abrangente, principalmente quando contraposto com o conteúdo de chamada Teoria do Direito. Nesse sentido, caberia à "Filosofia do Direito" apenas questões relacionadas à essência do fenômeno jurídico, enquanto que a análise da substância do direito, isto é, as questões relativas à definição, as funções, fontes, critérios de validade do direito e etc, caberia à teoria do direito.
Ao refletirmos sobre a verdade, percebemos que a mesma, ao ser investigada, mostra-se frágil e relativa, uma vez que visa-se contemplar o seu teor em sentido puro, analisando  os argumentos das partes envolvidas que, consequentemente divergem entre si. Dessa feita, a verdade apenas perde sua fragilidade ao ser analisada a luz da Filosofia, que é o meio hábil para consolidar e potencializar suas definições ao ser buscada por meio da razão.
Em busca da verdade os magistrados exercem seu papel, analisando e refletindo sobre cada demanda judicial de forma racional, imparcial e desinteressada, com o auxílio da Filosofia, vislumbrando um único objetivo , qual seja, alcançar a justiça e fazer valer o direito positivado, mediante uma decisão crítica e avaliativa. Nesse sentido, brilhantemente colaciona o Paulo Nader: "Na aplicação da ordem jurídica aos casos concretos, dada a abstratividade das normas e ao fato de que, ao julgar, compre-lhe considerar a ordem jurídica como um todo e não as leis isoladamente, os juízes dispõe, quase sempre do poder de solucionar as questões em conformidade com os imperativos de justiça e estes se apresentam sempre com o conteúdo moral".
Em relação a análise da razão, à luz da Filosofia do Direito, verifica-se que busca a ciência chegar às causas das coisas por meio da razão, onde a reflexão e o conjunto de ideias, possibilitam o alcance do direito. Segundo André Gualtieri de Oliveira, filosofar sobre o direito seguirá os mesmos objetivos da filosofia, qual seja, se preocupar com as causas primeiras. Para ele a filosofia do direito implica indagar-se a respeito dos elementos que constituem o que há de fundamental para a compreensão do fenômeno jurídico, que nada mais é que o "nexo transubjetivo estabelecendo um âmbito de ações possíveis entre dois ou mais sujeitos".

## Características
Na Filosofia do Direito o questionamento e a reflexão são características da Filosofia que estão incorporados ao Direito, contribuindo para um melhor entendimento das perspectivas da prática jurídica.
Filosofia do direito não é uma disciplina jurídica, mas é a própria filosofia voltada para uma ordem de realidade, que, segundo Miguel Reale, é uma “realidade jurídica”.
O direito é universal, ou seja, em qualquer lugar do mundo onde existir o homem haverá a necessidade do direito regulando a convivência e a vida social das pessoas e justamente por essa universalidade do direito que se pode dizer que é suscetível de indagações filosóficas.
Na filosofia do direito o questionamento que orienta a reflexão é o conjunto de especulações e suas consequentes indagações que tratam dos problemas jurídicos partindo de seus fundamentos, sem se preocupar com ordem prática. Isso significa dizer, em síntese, que é a filosofia aplicada ao direito.
André Gualtiere (2012) afirma que a Filosofia do Direito, “é uma visão filosófica a respeito do fenômeno jurídico, é o filosofar sobre o direito”.
A filosofia são pensamentos sistemáticos, não se trata de conjecturas, tampouco pesquisa de mercado e opinião feita a partir de sistemas de telecomunicações. À respeito da metodologia de produção do conhecimento da filosofia,  Marilena de Souza Chaui esclarece que “Dizer que indagações filosóficas são sistemáticas significa dizer que a filosofia trabalha com enunciados precisos e rigorosos, busca encadeamentos lógicos entre os enunciados, opera com conceitos ou ideia obtidos por procedimentos de demonstração e prova, exigindo fundamentação racional do que é enunciado e pensado”, ou seja, não se contenta com as questões colocadas, exige que sejam válidas e verdadeiras, estejam relacionadas entre si e esclareçam umas as outras, formando um conjunto coerente de ideias e significados, provada e demonstrada racionalmente.
Segundo Miguel Reale, (...) “Filósofo autêntico, e não mero espectador de sistemas é, como o verdadeiro cientista, um pesquisador incansável, que procura sempre renovar as perguntas formuladas, no sentido de alcançar respostas que sejam condições das demais”. A filosofia não se aquieta diante das explicações postas e através de incansáveis questionamentos ela busca explicações para entender a realidade diante da vida.
O jurista constrói sua ciência partindo de certos pressupostos fornecido por códigos e leis, advogados sentem-se relativamente seguros porque constitui um ponto seguro para seu trabalho profissional, os juízes se apoiam em textos legais para fundamentarem suas decisões.
Para Gualtier (...)  “se o jurista trabalha na vida prática com conceitos como justiça, igualdade, bem comum e moralidade, ele precisa, para utilizar adequadamente tais conceitos, saber o significado ou os  vários sentidos dessas ideias. Tais significados, contudo, não são encontrados na dogmática jurídica”. Propositalmente, nossos legisladores não cuidaram de dar significados para essas expressões, porque a partir dessas indagações inicia-se o significado do direito.
A filosofia enquanto ciência vai acumulando os saberes históricos culturais da humanidade e vai procurando explicação, para os conceitos e sentidos dos princípios jurídicos, pois essa é sua função, enquanto que ao aplicador do direito cabe procurar conhecer as normas e aplicá-las com conhecimento da filosofia.
Para o universo jurídico, a filosofia traz a inquietação para lidar com todo um processo de busca da verdade para compreender dentro do caso concreto as respostas necessárias para satisfazer não a vontade daquele que julga estar com a razão, mas encontrar dentro do que foi apresentado qual a verdadeira razão e tentar a melhor forma de aplicar a lei.
Segundo Gualtier, o estudo do direito fica incompleto se não alcança seu nível filosófico. A ciência jurídica depende de conteúdos filosóficos. Tanto a interpretação do direito como a forma de desenvolver do jurista têm fundamentos em alguma filosofia, por isso que a filosofia não pode ser afastada do direito.

## Distinção das outras disciplinas
A filosofia do direito compartilha objetos comuns com a ciência do direito, teoria geral do direito e a doutrina jurídica, mas difere delas por seu método filosófico.
As análises da teoria do direito resultaram de uma cisão teórica da filosofia do direito, numa tentativa de distanciamento da problemática jusfilosófica do século XIX que era considerada metafísica (jusnaturalismo). Ainda assim, muitos filósofos do direito continuam afirmando que a teoria do direito não se afasta da problemática filosófica, pois questionamentos como a definição do direito só podem ser respondidos mediante análises sobre a moral, justiça, verdade e outros temas filosóficos.
Para estabelecer uma diferenciação entre as disciplinas, podemos adotar a seguinte definição:
"a teoria do direito dedica-se ao estudo do direito positivo, enquanto a filosofia do direito utiliza os ordenamentos jurídicos tão-somente como parâmetro de comparação e como fonte de ilustração para tratar de temas, tais como poder, coação, verdade e justiça e para refletir sobre o sentido ontológico e social do ato interpretativo"
Nesse sentido, a Teoria do Direito ou teoria geral do direito seria uma disciplina intermediária, entre a dogmática e a filosofia do direito.
A dogmática ou doutrina jurídica resulta da exegese da produção jurídica. É um conhecimento sistematizado, porém, diferente da filosofia jurídica, não se pressupõe uma atividade reflexiva.
Já a Ciência do Direito é o estudo de fenômenos jurídicos pelo método científico, sendo assim, mais restrito que a filosofia do direito por focar somente em fatos observáveis, verificáveis, replicáveis, e falseáveis. Há duas abordagens científicas do direito: o estudo do fenômeno social do direito pela sociologia do direito e antropologia do direito e o estudo das normas postas do positivismo jurídico.

## Objeto da filosofia do direito
Tendo como pressuposto essa separação entre teoria e filosofia do direito, entende-se que os filósofos do direito examinam a dimensão da idealidade ou legitimidade, isto é, a dimensão de valor do direito. Eles estudam a adequação do direito vigente a ideais democráticos e anseios sociais, formulando propostas para sua reforma. Além disso, preocupam-se com os critérios de justiça e o problema da verdade no direito.
Para André Gualtieri "a filosofia do direito implica a indagar-se a respeito daqueles elementos que constituem o que há de fundamental para a compreensão do fenômeno jurídico. As perguntas que a filosofia do direito busca esclarecer são as seguintes; o que é o direito e o que é a justiça".
Em se tratando do sistema jurídico, podemos perceber a complexabilidade do assunto, quando falamos em direito e justiça.
A filosofia do direito tem a função de   esclarecer o que é o direito a e justiça, tendo como objetivo a própria ciência jurídica, que por sua vez, busca através da pessoa do juiz dizer " se uma relação jurídica está ou não de acordo com a lei.
Baseado na  ideia de Aristóteles, no seu livro V, que faz referência sobre justiça e injustiça, quando menciona a pessoa do juiz como sendo o intermediário entre as partes litigantes, pelas quais ele busca uma maneira de resolver a situação de forma a ter um equilíbrio para ambas.
Aristóteles afirma "o justo é um meio-termo já que o juiz o é".
Aristóteles em seu texto, quando menciona sobre o justo e injusto, compara a sociedade sua contemporânea e a de séculos anteriores, afirmando que a sociedade evoluiu e a lei não consegui acompanhar no mesmo ritmo. Então como bem prevê Aristóteles na sua época, "nem tudo o que é justo está na lei, mas a lei é justa".
O que podemos perceber é que tudo se concretizou. Quando o filósofo diz que a lei é um parâmetro de justiça, mas não na sua totalidade.
Também o texto fala sobre a equidade entre as pessoas, quando colocadas em situação semelhantes diante da justiça, que por sua vez,não poderá deixar de assistir, só por não estarem amparadas pela lei, mas busca atender estas pessoas adequando a lei ao caso concreto.
Para atender a sociedade dos dias atuais, direito ampliou na sua forma, para tratar a todos com equiparação, ou seja, os casos semelhantes na lei em que ampara os demais.
Podemos concluir que o direito nasce para todos, mesmo não sendo positivado, mas equiparado a situações semelhantes para atender o todos com dignidade.
A filosofia do direito tem como objetivo, buscar esclarecer o que é a o direito e justiça. Diante de tal questão, podemos afirmar que não é tão simples assim, pois diante deste mundo jurídico complexo.
Na visão dos filósofos da época como Aristóteles, que previa que a lei por si só não era suficiente para dar a necessária segurança jurídica para a sociedade da nossa época.
Sua contribuição foi de grande relevância, pois sabemos que existem hoje assuntos diversos nos Tribunais sendo avaliados por juristas que por sua vez, busca atender as vastas demandas pelas quais sem o entendimento baseado nas jurisprudências, não haveria como amparar aquele cidadão que conta com o direito garantido para a sua proteção.
Aristóteles afirma que a sociedade está sempre evoluindo, e a lei não consegue atender todos a tempo de evitar um dano irreparável, em si comparando que as vezes até  que uma lei entra em vigor para atender um caso específico, o sujeito de direito poderá sofrer com as consequências da demora.
Mas sabemos também que, os trâmites da lei é um pouco demorado, mas existem meios que a justiça recorre para que possa atender todos, aplicando a lei em vigor nos casos concreto..
Aristóteles em seu livro V, menciona o que seria a justiça  e injustiça.Ele diz: "vemos que todos os homens entendem por justiça aquela disposição de caráter que torna as pessoas propensas a fazer o que é justo, que as faz agir justamente e desejar o que é justo; e do mesmo modo, por injustiça se entende a disposição que as leva a agir injustamente e a desejar o que é injusto".
Para responder o questionário, iremos mencionar o texto de André Gualtieri, sobre o que é direito e justiça. Para entender melhor, o autor trás em seu texto "o que é a filosofia do direito" ele menciona também outros autores para que nós possamos perceber a importância  desta disciplina é que depois podemos entender a questão em tela.
O significado da palavra filosofia foi criada por Pitágoras e quer dizer amor pela sabedoria.
"Desde seu início, a filosofia é, portanto, um conhecimento que se preocupa em chegar às causas por meio da razão". O direito interpretar como sendo um conjunto de leis, que amparam as pessoas do que elas necessitam quando se sentem injustiçadas, enquanto a justiça é algo que concretizam o nosso direito.
Mas sabemos que a filosofia do direito trás uma ampla discussão sobre o assunto. Ao entender desta valiosa matéria e a contribuição de livro de Aristóteles, podemos concluir que:  dizer o que uma decisão judicial  é justa ou injusta, depende do lado em que estamos.

## História

### Atualmente
Uma das principais divisões da Filosofia do Direito se dá entre as teorias chamadas positivistas e as não positivistas, também conhecidas como jusmoralistas, estando a diferença na relação entre o Direito e a moral.

#### Escolas positivistas
O positivismo jurídico é uma corrente da teoria do direito que defende a "tese da separação", que postula que não existe nenhuma conexão conceitualmente necessária entre o direito e a moral. Assim, restam apenas dois elementos de definição: o da legalidade e o da eficácia social. Suas variantes resultam das diferentes interpretações desses dois elementos de definição. Ainda assim, existem autores positivistas, como por exemplo Joseph Raz, que criticam a utilização da conexão entre o Direito e a moral como principal distinção dentro da Filosofia do Direito, uma vez que não haveria dúvidas de que essa conexão existe. Para eles, ainda que os dois estejam sim relacionados, a moral não funciona como critério de validade do direito. Os representantes mais importantes do positivismo no século XX são Hans Kelsen e Herbert Hart.

#### Escolas não positivistas
Contrapondo-se ao positivismo jurídico, as teorias não positivistas, também conhecidas como moralistas, defendem a "tese da vinculação", segundo a qual o conceito de direito deve ser definido de modo a conter elementos morais. Atualmente, entre seus principais expoentes encontram-se Robert Alexy e Ronald Dworkin.